# Pseudolucia atahualpa
Pseudolucia atahualpa är en fjärilsart som beskrevs av Hans Daniel Johan Wallengren 1860. Pseudolucia atahualpa ingår i släktet Pseudolucia och familjen juvelvingar. Inga underarter finns listade.